# Kobylarzowa Turnia

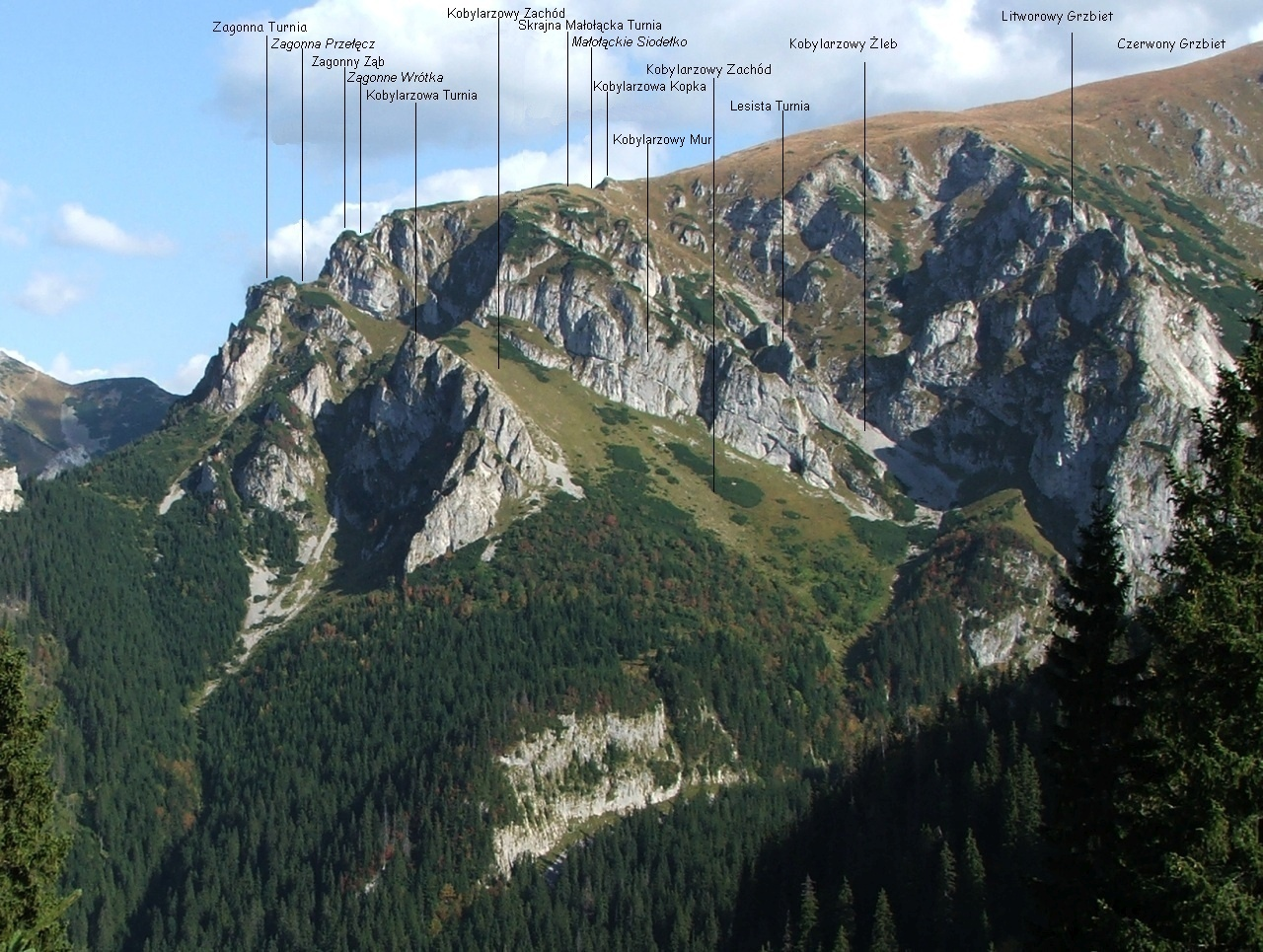
Widok spod Pieca

Kobylarzowa Turnia (ok. 1620 m) lub Kobylarzowa Kazalnica – rozłożysta turnia w północno-zachodniej grani Małołączniaka w masywie Czerwonych Wierchów w Tatrach. Znajduje się w Dolinie Miętusiej, w skalnym murze oddzielającym żleb Wodniściak od Kobylarzowego Zachodu. Mur ten tworzy Zagonna Turnia i Kobylarzowa Turnia, nie znajdują się one jednak w jednej grani, gdyż po wschodniej stronie Kobylarzowej Turni opada z Kobylarzowego Zachodu do Wodniściaka bardzo stromy żleb odgradzający te turnie. Jest to jedyna wyrwa w skalnym murze, przez którą można z Kobylarzowego Zachodu zejść do Wodniściaka.
Kobylarzowa Turnia zbudowana jest z wapieni. Do Wodniściaka opada ścianami o wysokości dochodzącej do 140 m, od strony Kobylarzowego Zachodu są one dużo niższe. Znajdują się tu jaskinie: Nisza w Kobylarzowej Turni i Dziura nad Szlakiem.
Z rzadkich roślin na Kobylarzowej Turni rośnie ostrołódka polna – gatunek w Polsce występujący tylko w Tatrach i to na niewielu tylko stanowiskach.